# Pepkor
Pepkor (ehemals Steinhoff Africa Retail oder STAR) ist eine börsennotierte Investment- und Holdinggesellschaft aus Südafrika mit Fokus auf den Einzelhandel. Zu der Holding gehören unter anderem die Marken PEP, Ackermans, Russels, flash und Avenida.